# Europamästerskapen i fälttävlan 1962
Europamästerskapen i fälttävlan 1962 arrangerades i Burghley, Storbritannien. Tävlingen var den 6:e upplagan av europamästerskapen i fälttävlan.

## Resultat
| Placering | Ryttare               | Häst            | Land |
| --------- | --------------------- | --------------- | ---- |
| 1         | James Templer         | M'Lord Connolly | GBR  |
| 2         | German Gazjumow       | Granj           | URS  |
| 3         | Jane Wykeham-Musgrave | Ryebrooks       | GBR  |

| Placering | Land           |
| --------- | -------------- |
| 1         | Sovjet         |
| 2         | Irland         |
| 3         | Storbritannien |